# Schoenotenes peos
Schoenotenes peos – gatunek motyla z rodziny zwójkowatych.
Gatunek ten został opisany w 2013 roku przez Józefa Razowskiego.
Motyl znany z pojedynczego okazu samicy rozpiętości skrzydeł 18 mm. Głowa biaława. Na tułowiu obecne szare znaki. Skrzydła białe, przednie gęsto, brązowawoszaro rządkowane. Narządy rozrodcze samicy o signum mniejszym, a ductus bursae dłuższym niż u S. collarigera.
Owad znany wyłącznie z indonezyjskiej wyspy Seram.